# كمال الدين الغريفي
السيد كمال الدين الغريفي (1942 - 2005) ولد في بغداد الكرخ سنة 1360ه/1942م وتُوفي عند ذهابه إلى اقامة صلاة الجمعة سنة 2005. هو عالم دين شيعي.

## نسبه
هو كمال الدين بن محمد جواد بن محسن بن محمد بن علي الكبير بن إسماعيل بن محمد الغياث بن علي المشعل بن أحمد (1) بن هاشم بن علوي بن الحسين،(2) وينتهي نسبه إلى محمد بن إبراهيم المجاب بن محمد العابد بن موسى الكاظم.
ونسبته إلى الغريفي إنما تابعة إلى قرية في البحرين تسمى (الغريفة).

## نشأته الاجتماعية
لقد نشأ وترعرع كمال الدين في أحضان والده وأسرته، حيث درس مقدمات العلوم الدينية في بغداد على يد والده السيد محمد الجواد الغريفي ، ثم انتقل إلى النجف الأشرف لأكمال دراسته الحوزوية فكان في رعاية فضلاء الحوزة حيث أخذ على يد أخيه السيد محي الدين الغريفي  والسيد مجيد السيد محمود الحكيم  وآخرين من الفضلاء، حيث تلقى دروسه في مدرسة الجزائري الدينية ثم انتقل إلى السكن في دار أخيه الأكبر السيد محي الدين الغريفي وذلك في سنة 1376هـ. وبعد مواصلته في تحصيل العلوم والمعارف الدينية الحوزوية، وبسبب مرض والده السيد محمد جواد الغريفي  طلب من السيد الشهيد  العودة إلى بغداد لأجل مساعدته والقيام بالممارسة التبليغية وإمامة الجماعة في مسجد الشواكة، فقام بوظيفته وشرع بتدريس العلوم الحوزوية من الفقه والعقائد والتفسير والعربية حتى تخرج على يديه مجموعة من الشباب المؤمن.
وقد وصفه السيد عبد العزيز الحكيم بأن الشهيد هو شيخ علماء بغداد، وقد نصت نقابة الأشراف على أنّ السيد الشهيد نقيب أشراف السادة في بغداد وقد وصفه عبد الستار الحسني في كتيبه (ذكرى الشهيد المقدس ) بان السيد الشهيد هومن (علماء الخطباء وخطباء العلماء).

## من مواقفه
نُحدِّد بعضاً من مسيرته في نقاط مُضيئة منها :
- عُرف بشيخ علماء بغداد ونقيب أشرافها وعميد الأسرة الغريفية أغتيل عام 2005 م على يد جهة من الإرهابيين.
- ارتباطه الوثيق بالمرجعية الدينية في النجف وصار معتمدها في طول حياته.
- ناله الظلم والحبس والتضييق أيام نظام البعث، فقد أثَّرَ في جماهير بغداد وضواحيها وأربك جهاز الأمن الصدامي وخصوصاً في محاضراته العامة وحضوره زيارات الإمام الحسين في ليالي الجمع وزيارات الأئمة المخصوصة وقيامه بالصلاة جماعة في مسجد الكوفة فجراً وفي كربلاء وسامراء ولا ينتهي الأمر إلا بمحاصرته واقتياده قهراً إلى دائرة الأمن الصدامي لحجزه والتحقيق معه.
- وجَّه النظام البعثي له دعوة لمقابلة صدام حسين أيام الحرب العراقية الإيرانية إلا أنه لم يذهب وتذرع لذلك بالمرض الشديد في حين ذهب بعضٌ من المُعممين وأظهر التلفزيون العراقي صورهم وقد تذرعوا لذلك بالتقية والخوف، ومع ذلك ناله السوء من عدم ذهابه للقاء، وكان يقول إنَّ الذهاب للقاءه حرام باعتبار أنه دعمٌ وتقوية له و تأييد لحربه على إيران.
- فرض النظام البعثي عليه بورقة مكتوبة أن يتحدث ضدَّ النظام الإسلامي في إيران وأن يدعوا لصدام حسين إلا أنه رفض ذلك بشدَّة قائلاً لهم : نحن لا نتدخل في أمور السياسة ويحرم الدعاء عندنا في عباداتنا بتصريح الأسماء. ولم يتخلص من ذلك إلا بعد حبس وشدَّة ويأس من جهاز الأمن الصدّامي.
- كان يُصرِّح بعدم جواز الصلاة في الأماكن المغصوبة في الكويت بعد احتلالها من قبل صدام وأعوانه، وأيضاً حرَّم صريحاً شراء المواد المغتصبة والمسروقة من الكويت.
- بالرغم من تعرضه للحبس والظلم والاضطهاد الصدامي إلا أنه رفض الهرب إلى خارج العراق قائلاً : علينا أن نتحمل مسؤوليتنا ونستمر بالدعوة إلى الله تعالى ونصبر على البلاء ولا نترك العراق فارغاً للبعثيين يُفسدون فيه حرصاً منه على الجانب التربوي والتوعوي لأبناء العراق، وقد تحدّى النظام البعثي في كثير من المواقف المشهودة في مناسبات محرّم الحرام وشهر رمضان المبارك ومناسبات الأئمة الأطهار بإقامته المجالس الممنوعة وتشجيع الناس في كل مكان على إقامتها ولو في بيوتهم، وكان له السابقة المشهودة في عمل ذلك والتشجيع عليه وحضور تلك المجالس والمحاضرة فيها.
- أيام الإنتفاضة الشعبانية عام 1991م قام النظام البعثي بمحاصرة داره ووضع سيطرة أمنية وحزبية أمام داره والجلوس إلى قرب باب داره ونشر الجواسيس بكثافة يتصيدون اتصالاته وكلماته وتحركاته.
- بعد سقوط صدام ونظامه قام السيد الشهيد بدعم العملية السياسية ودعى للإنتخابات وكتابة الدستور ورفض الإحتلال.
- استطاع وبواسطة أذرعه المؤمنة في بغداد وضواحيها أن يُعيد المئات من القطع الأثرية المسروقة من المتحف العراقي والتي يرجع تاريخها إلى الآلاف السنين وله يد السبق في ذلك حتى أجرت معه قنوات فضائية غربية لقاءً تلفزيونياً وحاورته بشأن الوضع الأمني وما تعرض له المتحف العراقي من سرقة همجيةٍ ومنظمة ودوره العظيم في ارجاع المسروقات الكثيرة، ولم يقتصر تحركه وأمانته على المتحف العراقي فحسب بل على مسروقات عموم دوائر الدولة ومؤسساتها والمال العام بعد سقوط النظام.[4]

## أبنائه

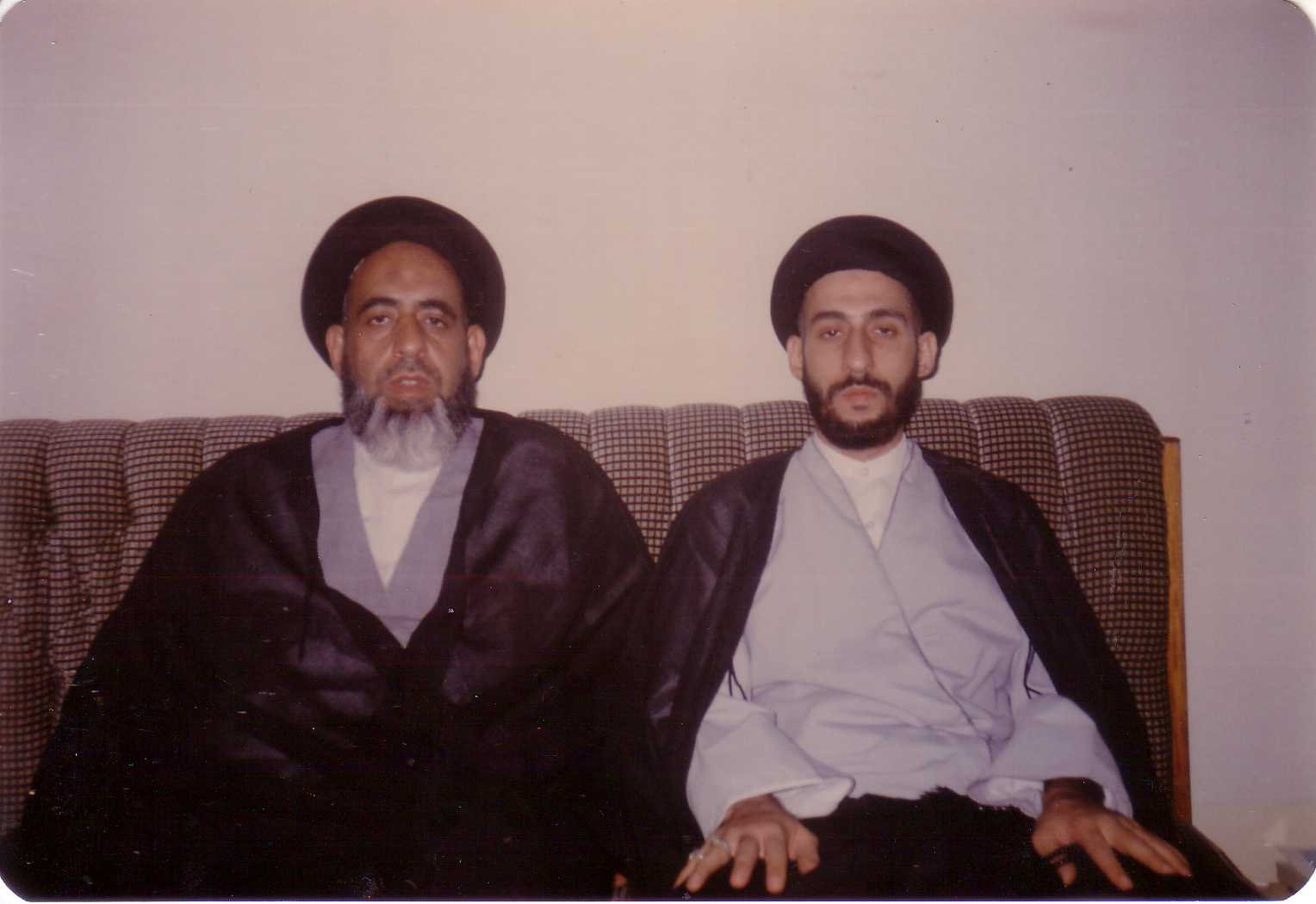
صورة قديمة للسيد كمال الدين مع نجله حميد

- أحمد المولود سنة 1382ه
- حميد المولود سنة 1385ه
- محمود المولود سنة 1388ه
- محمد المولود سنة 1391ه
- حامد المولود سنة 1395ه[5]

## المؤلفات المطبوعة
- الصحيفة الموسوية المقدسة التي جمع أدعية الأمام الكاظم.
- المنبر وأثره في بناء الأنسان يتحدث فيه بموضوعية عن تاريخ المنبر ودور الخطباء الرساليين وعن مراحل نهوضه وانتكاسه وشروط الخطيب والخطابة الناجحة.
- الوهّابية حركة عنصرية وهو من الكتب العلمية العقائدية التي تبطل شبهات الحركة الوهّابية.[6]

## المؤلفات المخطوطة
- أحكام الحج والعمرة وهو كتاب يتضمن أبواب مهمة عن تاريخ الحج وعن أسماء الأماكن وتعينها وتحديد مواقعها ووظيفة العمل بها ثم يستعرض أحكام الحج والعمرة.
- شرح خطبة النبي في شهر رمضان.
- شرح خطبة الزهراء.
- شرح الخطبة الشقشقية لأمير المؤمنين.
- مجموعة خاصة بالأدعية المستجابة والأحراز المجربة.
- الرياض النضرة في مجالس الحسين العطرة (جزآن).
- من وحي المنبر (جزآن).
- المجالس المنبرية في تواريخ الأئمة.
- مجموعة خاصة عن الأسرة الغريفية (تاريخ وتراجم).
- مشجر لآل الغريفي.
- مجموعة شعرية من نظمه .[7]

## وفاته
تُوفي يوم الجمعة سنة 2005 حيث خرج من داره برفقة نجله السيد حامد بصحبة حراسه وما أن خطى السيد عن داره خطوات حتى تم اغتياله.

## الهوامش
- 1 - المقدس الغريفي المعروف بالحمزة الشرقي.
- 2 - الحسين الغريفي هو صاحب كتاب الغنية، وإليه ترجع إليه أسرة الغريفي.

## هوامش ومصادر
1. ↑  اسمه ونسبه نسخة محفوظة 09 فبراير 2017 على موقع واي باك مشين.
2. ↑  نشأته الاجتماعية نسخة محفوظة 11 سبتمبر 2014 على موقع واي باك مشين.
3. ↑  نشأته العلمية نسخة محفوظة 04 مارس 2016 على موقع واي باك مشين.
4. ↑  من مواقفه نسخة محفوظة 09 فبراير 2017 على موقع واي باك مشين.
5. ↑  عقبه المبارك نسخة محفوظة 09 فبراير 2017 على موقع واي باك مشين.
6. ↑  المصنفات المطبوعة نسخة محفوظة 09 فبراير 2017 على موقع واي باك مشين.
7. ↑  المصنفات المخطوطة نسخة محفوظة 09 فبراير 2017 على موقع واي باك مشين.
8. ↑  شهادته نسخة محفوظة 09 فبراير 2017 على موقع واي باك مشين.

## وصلات خارجية
- موقع الفقيه السيد أبو الحسن حميد الغريفي
- نبذة مختصرة عن حياة السيد أبو الحسن حميد الغريفي
- ترجمة حياة السيد كمال الدين الغريفي